# Dominique Ehrhard
Pour les articles homonymes, voir Ehrhard.
5 mars 1958 (67 ans)
Mulhouse
Nationalité	
française
Activités	
Peintre, écrivain, auteur de littérature pour la jeunesse
Dominique Ehrhard, né le 5 mars 1958 à Mulhouse en Alsace, est un auteur de jeux de société, peintre, auteur de littérature d'enfance et de jeunesse français.

## Biographie
Après des études d'Arts plastiques à l'Université de Strasbourg, il passe l'agrégation et enseigne la peinture pendant plusieurs années au Maroc.
De retour en France, il participe aux activités du groupe CLAC à Nancy et conçoit plusieurs scénographies pour l'Ensemble Artistique d'Alsace.
En 1986 il s'installe à Orléans où il partage son temps entre la peinture, l'enseignement, la création de jeux et l'illustration de livres.
Ses œuvres sont présentées régulièrement dans de nombreuses galeries tant en France qu’à l’étranger.
Il est récompensé en 2021 par la « Pépite du livre illustré » du Salon du livre et de la presse jeunesse pour Esprit, es-tu là ? avec Anne-Florence Lemasson.

## Ludographie
- Snarps, 1990, Schmidt Spiele - Pion d'or jeux & stratégie  1989
- Droïds, 1991, Eurogames / Jeux Descartes
- Marsupilami, 1993, Jeux Nathan
- Montgolfière, 1994, Eurogames / Jeux Descartes
- Cleon, 1994, Grimaud
- Cendrillon, 1994, EGD
- Drax, 1994, Grimaud
- La Belle au bois dormant, 1994, EGD
- Le Chaperon rouge, 1994, EGD
- Le Petit Poucet, 1994, EGD
- Méditerranée, 1994, Eurogames / Jeux Descartes
- Ponty, 1994, Grimaud
- Condottiere, 1995, Eurogames / Jeux Descartes - As d'or Jeu de l'année  1995
- Ali Baba, 1996, Piatnik
- Johnny Controletti, 1997, F.X. Schmid
- Le Fantôme des Mac Gregor, 1998, Jeux Nathan (rééditions Ravensburger, 2000, 2005)
- Le Maître du rayon, 1998, Jeux Nathan
- Règlement de comptes, 1999, Parker
- Die Weinhändler ou Loire, 2000, Piatnik
- Jakadi, 2000, Piatnik
- La Fureur des Dieux, 2001, Jumbo
- Les Monstres farceurs, 2001, Hasbro
- Zacrobates, 2001, Tilsit (réédition de Affentheater)
- Crazy Circus, 2002, Fox Mind Games (réédition chez Game Box, 2012)
- Lucky Luke Wanted, 2002, MB
- Boule et Bill - l'heure du bain, 2003, Tilsit
- Le Petit Spirou - bêtises en vrac, 2003, Tilsit
- Lucky Luke - la bataille des Dalton, 2003, Carta Mundi
- Broc & troc, 2004, Cocktailgames
- Els encants del Fòrum, 2004, Cocktailgames (édition spéciale de Broc & troc)
- Le Goûter à la ferme, 2004, Jeux Nathan
- Habana taxi, 2004, Érudia jeux.comm
- Via Vitae, 2004, Face & dos
- À toute vitesse, 2005, Haba
- Iliade, 2006, Asmodee
- La Grande Parade, 2006, Cocktailgames
- Zygomar, 2006, Cocktailgames
- Versailles, 2006, Cocktailgames (nouvelle version de Broc & Troc)
- Poussez Pas!, 2006, Winning Moves
- Marrakech, 2007, Gigamic, As d'or Jeu de l'année  2008
- Tango, 2007, Editions Olpan
- Sylla, 2008, Ystari Games
- Boomerang, 2010,Asmodee (Prix du public du Jeu de Saint-Herblain 2012)
- Au Pays des Papas, 2010,Game Box
- Water Lily, 2010, GameWorks
- Geronimo Stilton ..., 2010, M6 Interactions
- Drôles de mamans, 2011, Game Box
- Tschak !, 2011, GameWorks
- Serenissima, 2012, Ystari Games (réédition de Méditerranée)
- Panic Lab, 2012, Gigamic
- Dixit - Jinx, 2012, Libellud

### AvecPierre-Nicolas Lapointe
- Dino Booom ou Ooga, 2003, Goldsieber / Simply Fun USA
- Au voleur !, 2005, Ravensburger

## Ouvrages de littérature jeunesse
- Je colorie... (Ouest France) : une série d'ouvrages à colorier sur différents thèmes historiques ou régionaux : les Gallo-Romains, Midi-Pyrennée, la Franche-Comté, 14-18, la préhistoire, les chevaliers, le Nord, Paris, la Belgique, ...
- Un trois-mâts, 6 phares, Moulin, 4 Bateaux de pêche (Ouest France) : une série de livres à découper et à construire en famille.
- 5 houses, éditions Les Grandes Personnes, 2017
- 9 jouets d'artistes, Les Grandes Personnes, 2018
- Londres Pop up, avec Anne-Florence Lemasson, Les Grandes Personnes, 2018
- Muséum Pop up, avec Anne-Florence Lemasson, Les Grandes Personnes, 2019
- Le Songe d'or, avec Anne-Florence Lemasson, Les Grandes Personnes, 2019
- Le Cerisier de grand-père, avec Anne-Florence Lemasson, Les Grandes Personnes, 2020
- 5 animaux d'artistes, avec Anne-Florence Lemasson, Les Grandes Personnes, 2020
- 10 chairs, avec Anne-Florence Lemasson, Les Grandes Personnes, 2021
- Il était 343 foisavec Anne-Florence Lemasson, Les Grandes Personnes, 2021
- Esprit, es-tu là ?, avec Anne-Florence Lemasson, Les Grandes Personnes, 2021

## Prix et distinctions
- 2021 : « Pépite du livre illustré » du Salon du livre et de la presse jeunesse[1], pour Esprit, es-tu là ? avec Anne-Florence Lemasson

## Expositions

### Expositions personnelles
- 1983 : galerie CLAC- Nancy
- 1984 : galerie Im Theater - Esslingen (RFA)
- 1984 : galerie du XXe siècle - Strasbourg
- 1984 : galerie Faux Mouvements - Metz
- 1985 : galerie La Parenthèse - Nancy
- 1985 : galerie Paradis - Paris
- 1987 : galerie Cour des Pucelles - Strasbourg
- 1987 : centre d'action culturelle Mulhouse
- 1987 : galerie du Rhin - Colmar
- 1988 : galerie de l'Epée - Quimper
- 1989 : galerie Étant Donné - Rouen
- 1990 : galerie Patrick Gaultier - Quimper
- 1990 : galerie La Parenthèse - Nancy
- 1992 : galerie Samagra - Paris
- 1992 : espace Technic - Mulhouse
- 1992 : galerie municipale - Amposta (Espagne)
- 1993 : galerie Hermes - Lyon
- 1993 : galerie Patrick Gaultier - Quimper
- 1994 : galerie Samagra - Paris
- 1995 : galerie Euros - Mulhouse
- 1995 : centre Charles Péguy - Orléans
- 1996 : galerie 7 - Nantes
- 1996 : galerie Art Gambette - Metz
- 1997 : galerie Samagra - Paris
- 1997 : festival International de Géographie - Saint-Dié-des-Vosges
- 1997 : galerie Epoke - Veijle (Danemark)
- 1997 : Collégiale Saint-Pierre-le-Puellier - Orléans
- 1999 : galerie Samagra - Paris
- 2000 : galerie Hermann Bréard-Rouen
- 2000 : Abbaye St Georges de Boscherville
- 2001 : bibliothèque galerie de la Grande Loge de France - Paris
- 2001 : galerie Aïda Cherfan – Beyrouth (Liban)
- 2001 : galerie L’Appartement – Orléans
- 2002 : La Baronnie-galerie municipale- Seine-Port
- 2003 : galerie du Fleuve - Paris
- 2004 : galerie Stéphanie Hoppen- Londres (Grande Bretagne)
- 2005 : Musée français de la carte à jouer - Issy-les-Moulineaux
- 2006 : Collégiale Saint-Pierre-le-Puellier - Orléans
- 2006 : Galerie du Fleuve, Roy Sfeir - Paris
- 2008 : Galerie Gil Bastide - Orléans

### Peinture
- Site personnel de Dominique Ehrhard
- Galerie du Fleuve
- Galerie Samagra
- Galerie Gil Bastide
- Biographie et oeuvres

### Jeux
- (fr) Tout sur Dominique Ehrhard sur le site de Crazy Circus
- (fr) Entretien avec Dominique Ehrhard sur 4L ludique
- (en) Les jeux de Dominique Ehrhard sur BoardGameGeek
- Les jeux de Dominique Ehrhard sur L'Escale à jeux
- (fr) Les jeux de Dominique Ehrhard sur Trictrac.net
- (fr)  Biographie ludique de Dominique Ehrhard sur le site du Centre National du Jeu